# Shi po tian jian
Shi po tian jian – hongkoński film akcji z elementami sztuk walki z 1973 roku w reżyserii Lung-hsiang Funga.
Film zarobił 439 052 dolarów hongkońskich w Hongkongu.

## Obsada
Źródło: Filmweb
- Yuen Wah – klient
- Shun-Yee Yuen
- Kenneth Tsang
- Tien Feng
- Mars
- Hark-On Fung
- Jackie Chan – Thug – zbir bijący kobietę (niewymieniony w czołówce)